# Epithema benthamii
Epithema benthamii är en tvåhjärtbladig växtart som beskrevs av Charles Baron Clarke. Epithema benthamii ingår i släktet Epithema och familjen Gesneriaceae. Inga underarter finns listade i Catalogue of Life.